# Њу Берлин (Пенсилванија)
Њу Берлин (енгл. New Berlin) град је у америчкој савезној држави Пенсилванија.

## Демографија
По попису из 2010. године број становника је 873, што је 35 (4,2%) становника више него 2000. године.
| Група             | 2000.       | 2010.       |
| Белци             | 825 (98,4%) | 864 (99,0%) |
| Афроамериканци    | 2 (0,2%)    | 2 (0,2%)    |
| Азијати           | 0 (0,0%)    | 2 (0,2%)    |
| Хиспаноамериканци | 8 (1,0%)    | 2 (0,2%)    |
| Укупно            | 838         | 873         |